# Абрамов, Иван Николаевич (комиссар милиции)
Иван Николаевич Абрамов (1908—1984) — деятель охраны правопорядка, заместитель министра внутренних дел РСФСР, комиссар милиции 2-го ранга.

## Биография
С 1954 по 1955 — начальник Управления МВД по Горьковской области. С 19 марта 1955 по 28 февраля 1959 —  заместитель министра внутренних дел РСФСР. С 1959 по 1962 — начальник Управления внутренних дел исполнительного комитета Ленинградского областного Совета.

## Звания
- комиссар милиции 3-го ранга;
- комиссар милиции 2-го ранга.